# Богдановское (озеро, Браславский район)
Богда́новское (бел. Багда́наўскае) — озеро в Браславском районе Витебской области Белоруссии. Озеро находится в бассейне реки Янка (приток Дисны), в 16 км к югу от города Браслав. Входит в состав национального парка Браславские озёра.
Площадь поверхности озера 1,04 км². Длина 2,72 км, наибольшая ширина 0,63 км, длина береговой линии 7 км. Максимальная глубина 3,9 м. Объём воды — 2,57 млн м³. Площадь водосбора 11,8 км²
Населённых пунктов на берегах озера нет, Богдановское окружено лесным массивом.
Склоны котловины высотой до 5 метров, распаханные. Берега низкие, песчаные, заросшие кустарником. Дно плоское, покрыто сапропелем, мелководье песчаное. Зарастает подводной растительностью до глубины 3 м. В Богдановское впадают два ручья, из южной оконечности вытекает река Янка.